# Ascalaphus gromieri
Ascalaphus gromieri är en insektsart som först beskrevs av Navás 1921.  Ascalaphus gromieri ingår i släktet Ascalaphus och familjen fjärilsländor. Inga underarter finns listade i Catalogue of Life.